# Tribunal Administrativo e Fiscal de Almada
O Tribunal Administrativo e Fiscal de Almada é um tribunal português, sediado em Almada, pertencente à jurisdição administrativa e tributária.   
Este tribunal tem jurisdição territorial sobre os municípios de Almada (sede), Alcochete, Barreiro, Moita, Montijo, Palmela, Seixal, Sesimbra e Setúbal.